# Philip Jackson
Philip Jackson (Retford, Nottinghamshire, 18 de junio de 1948) es un actor inglés, conocido principalmente por sus papeles en cine y series de televisión. Interpretó al Inspector Japp en la serie de televisión Poirot y a Abbot Hugo en la serie Robín Hood.

## Filmografía
- Porridge (1974) como 'Dylan' Bottomley
- Last of the Summer Wine (1976) como Gordon.
- Pennies From Heaven (1978) como Dave.
- Scum (1979) como Greaves.
- Give My Regards to Broad Street (1984) como Alan.
- Robin of Sherwood (1984–86) como el abad Hugo de Rainault.
- The Fourth Protocol (1987) como Burkinshaw.
- La guerra del opio (1997) como Capitán White
- Crime and Punishment (2002) como Marmaladov.
- La mejor oferta como Fred (2013)
- Peterloo (2018)